# Raffaello Sernesi
Raffaello Sernesi (Firenze, 29 dicembre 1838 – Bolzano, 11 agosto 1866) è stato un pittore e patriota italiano.

## Biografia
Di numerosa e modesta famiglia artigiana, il padre è scrivano di San Frediano, studia da apprendista presso l'incisore di medaglie Angiolo Mariotti e presso l'Accademia di Belle Arti di Firenze; dal 1856 frequenta i corsi della Scuola di Statua del maestro Antonio Ciseri, grande estimatore di Raffaello Sanzio, dove apprende le tecniche del disegno secondo i canoni accademici degli antichi maestri toscani.
Nel 1859 abbandona gli studi per motivi economici (l'anno precedente era mancato il padre) e tenta di arruolarsi come volontario per combattere la Seconda guerra d'indipendenza italiana, ma viene subito richiamato a Firenze, dove fornisce sostegno economico alla madre eseguendo forme per medaglie, una delle quali dedicata a Giuseppe Garibaldi.
Nel 1860 conosce Telemaco Signorini, che lo avvicina all'ambiente macchiaiolo nel ritrovo del Caffè Michelangiolo e nel 1861 aderisce alle Scuole di Piagentina (o Pergentina) e di Castiglioncello, dove con i colleghi Silvestro Lega, Giuseppe Abbati, Odoardo Borrani e lo stesso Signorini concretizza l'abbandono della formazione neoclassica per l'approccio a un'arte rivoluzionaria per i canoni del tempo, dominata dallo studio e dalla riproduzione del vero dipingendo all'aperto soggetti popolari e agresti nelle colline fiorentine, livornesi e a San Marcello Pistoiese, con la luce come unico principio che regola effetti tonali e atmosferici, i forti chiaroscuri.
Nello stesso anno partecipa all'esposizione della Società Promotrice fiorentina con Settembre e all' Esposizione della Società Promotrice di Milano con Pastura in montagna.

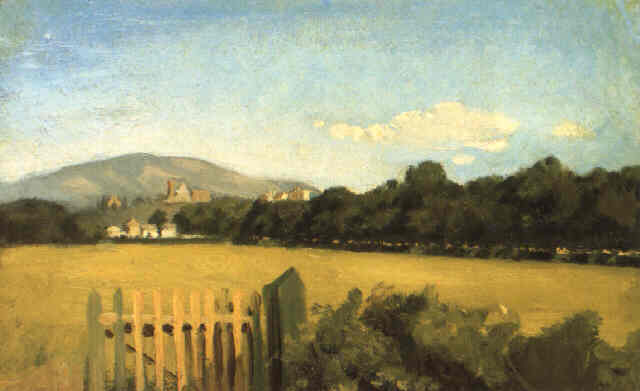
Raffaello Sernesi,
Pratone alle Cascine, 1860 circa

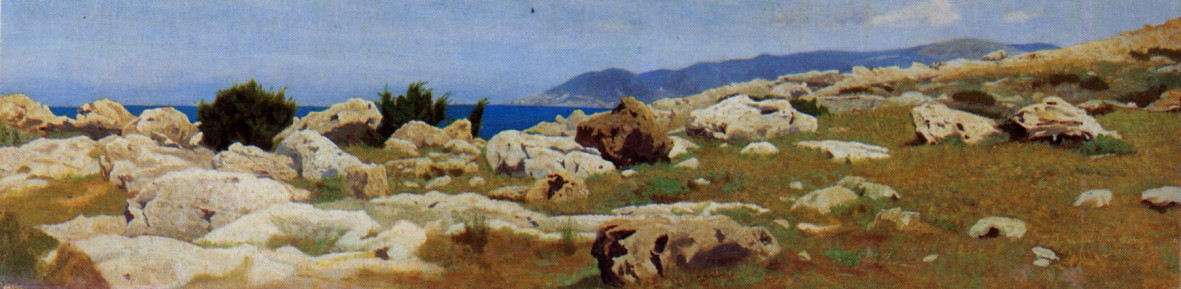
La punta del Romito, vista da Castiglioncello, 1866, olio su tela

Nel 1862 espone alla Promotrice di Torino con Paese con animali, soggiorna poi a Napoli dove frequenta Filippo Palizzi e dipinge a Ischia con l'amico Stanislao Pointeau, nel 1864 è ospite con Odoardo Borrani del critico d'arte Diego Martelli a Castiglioncello, dai quali promontori riproduce Marina a Castiglioncello, Scogliera a Castiglioncello, La Punta del Romito veduta da Castiglioncello e Sull'aia, esposto nel 1865 alla Esposizione della Società Promotrice di Milano.
Fervente garibaldino, nel 1866, durante la Terza Guerra d'Indipendenza, si arruola volontario nel 6º Reggimento del Corpo Volontari Italiani del colonnello Giovanni Nicotera e combatte in Trentino insieme ai colleghi Odoardo Borrani e Giuseppe Abbati. Ferito alla gamba il 16 luglio a Cimego, nel corso della battaglia di Condino e fatto prigioniero degli Austriaci.

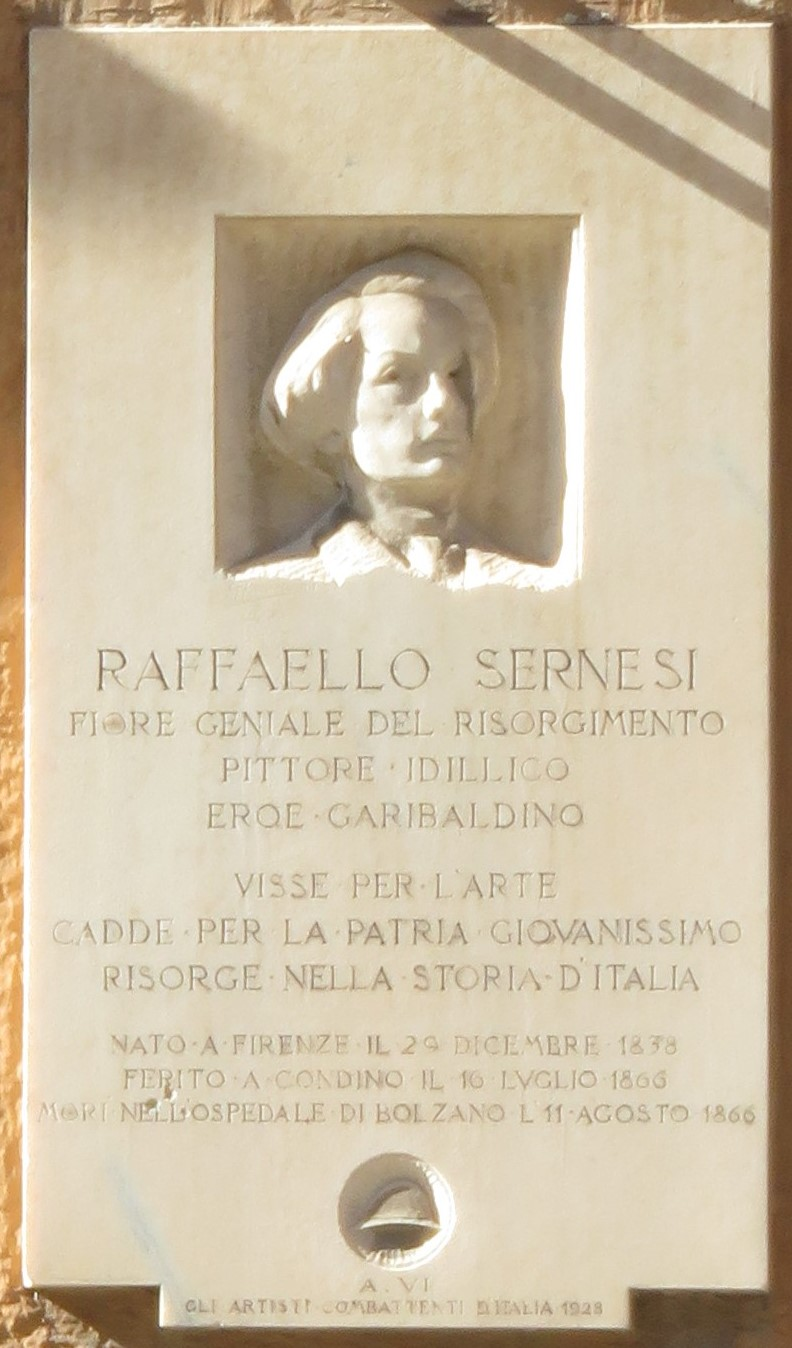
Raffaello Sernesi, targa a Bolzano

Dall'Ospedale Maggiore di Bolzano, dove era stato ricoverato, Raffaello Sernesi scrive alla sorella Olimpia, il 21 luglio 1866: «Dopo appena 3/4 d'ora di combattimento fui colpito da una palla nell'estremità della gamba sinistra e restai sul campo fino alla fine del combattimento. Gli Austriaci restati padroni del campo vennero a prendere i feriti per trasportarli negli Ospedali. Io ora mi trovo nello Spedale di Bolzano dove siamo ricolmati di cure e di gentilezze, che fano dimenticare un poco l'esser lontano dalla sua Patria. La mia ferita non è grave, sicché non potrà aver triste conseguenza, per cui tranquillizzatevi che finita la guerra tornerò tra voi.»
Muore a Bolzano l'11 agosto 1866 a causa della gangrena dovuta alla mancata amputazione dell'arto.
Il sacrificio del giovane artista agli ideali di unità della patria lo rendono un emblema e un modello di riferimento per i pittori della sua generazione.
In ricordo del suo sacrificio per la patria, nel 1928 è stata posta in via Leonardo da Vinci a Bolzano una lapide con bassorilievo del suo ritratto.

### Stile e opere principali
Svolge la propria formazione artistica secondo canoni neoclassici presso l'Accademia di Belle Arti di Firenze e la scuola di arte del maestro Antonio Ciseri, dove apprende le tecniche del disegno secondo i princìpi degli antichi maestri toscani (in particolare Beato Angelico e Sandro Botticelli), che Sernesi riproduce in copia e secondo questi schemi dipinge Autoritratto, Ritratto della sorella Olimpia e un Ritratto di signora di realismo quasi fotografico.
Dal 1861, a seguito dell'incontro con Telemaco Signorini aderisce ai canoni del movimento macchiaiolo, del quale è considerato uno dei più fulgidi talenti artistici, ma dai quali si distingue con una sua interpretazione personale dei soggetti; a questo periodo, infatti, risalgono la sua conversione religiosa e l'approccio gli insegnamenti del filosofo Augusto Conti, che lo spingono a una visione del vero con uno sguardo mistico.
Tetti al sole, opera risalente a questo periodo, viene lodata dal critico Emilio Cecchi, che ne è stato possessore, per la qualità dell'osservazione ligia al vero e potentemente astrattiva ed è identificata come uno dei manifesti del movimento, così come Marina a Castiglioncello, elogiata dai critici per il raro cromatismo.
Così scrive Marco Valsecchi: La sua pittura si distingue per il colore nitido e la nettezza del disegno. Più che la luce sentì l'intensità dello spazio e il timbro del colore, che usò con un intarsio prezioso e preciso, realizzando calmi idilli, profonde elegie.
Opere:
- Autoritratto (1859), olio su tela, Galleria d’Arte Moderna, Palazzo Pitti, Firenze;
- Ritratto di Bettino Ricasoli (1859), olio su tela, Museo del Risorgimento di Milano;
- Ritratto di signora (1860), olio su tela, Galleria d'Arte Moderna di Milano;
- Studio di costumi (1860), olio su tavola, Galleria d'arte moderna di Roma;
- Cupolino alle Cascine (1860-1861), olio su cartone, Galleria d'arte moderna di Roma;
- Tetti al sole (1861), olio su cartone, Galleria d'arte moderna di Roma;
- Ladruncoli di fichi (Settembre) (1861), olio su tela, collezione privata;
- Pascolo (1861), olio su cartone, Galleria d'arte moderna di Roma;
- Bovi neri al carro (1861), olio su tela, collezione privata;
- Pastura in montagna (1862), olio su tela, collezione privata;
- Paesino (1862-1863), olio su tavola, Pinacoteca Corrado Giaquinto di Bari;
- Autoritratto (non datato), collezione privata;
- Pratone alle Cascine (1860), olio su cartone, collezione privata;
- Strada di campagna con barroccio (non datata), olio su cartone, collezione privata;
- Scorcio di paese (non datata), olio su carta, collezione privata;
- Marina di Castiglioncello (1864), olio su tela su tavola, Pinacoteca Corrado Giaquinto di Bari;
- Marina a Castiglioncello (1864), olio su tela, collezione privata;
- La punta del Romito veduta da Castiglioncello (Castiglioncello dalla punta del Bocca) (1864), olio su tela, collezione privata;
- Scogliera a Castiglioncello (1864), olio su tela, collezione privata;
- Paesaggio marino (1864-1866), olio su tela, Musei civici, Palazzo Mazzolari Mosca di Pesaro;
- Castiglioncello 1865 circa, olio su tela, collezione privata;
- Pagliai a Castiglioncello (1865), olio su tela, collezione privata;
- Sull'aia (1865), olio su tela, Galleria d’Arte Moderna, Palazzo Pitti, Firenze;
- Radura nel bosco (1865), olio su tela su cartone, collezione privata;
- Colli Fiorentini (1865), olio su tela, Galleria d’Arte Moderna, Palazzo Pitti, Firenze;
- Pratone alle Cascine di Firenze (non datato), olio su tela su cartone, collezione privata;
- Ritratto muliebre (non datata), olio su tela, Galleria d’Arte Moderna, Palazzo Pitti, Firenze;
- Ritratto della sorella Assunta (non datata), olio su tela, collezione privata;
- Paesaggio di Toscana (non datata), olio su tela, Galleria d’Arte Moderna, Palazzo Pitti, Firenze.